# La Grande Sophie
La Grande Sophie, pseudonimo di Sophie Huriaux (Thionville, 18 luglio 1969), è una cantautrice francese.

## Biografia
La Grande Sophie è salita alla ribalta nel 2003, con la pubblicazione del suo terzo album in studio Et si c'était moi, che si è piazzato in 27ª posizione nella classifica francese e in 84ª in quella belga. Sono seguiti Des vagues et des ruisseaux e La place du fantôme: il primo è stato candidato al Grand Prix du Disque 2010, mentre il secondo è arrivato in 9 posizione in madrepatria e alla 12 in Belgio. Nel 2015 è uscito l'album Nos histoires, piazzatosi alla 12ª posizione in Francia e alla 20ª in Belgio. Quattro anni dopo è stata la volta di Cet instant, che si è classificato in 22ª posizione in Francia, in 37ª in Belgio e in 55ª in Svizzera.
Nel corso della sua carriera la cantante ha vinto due premi alla cerimonia di premiazione Victoires de la Musique: uno nel 2005 per il Gruppo o artista rivelazione live dell'anno e uno nel 2013 nella categoria Album di musica alternativa dell'anno, grazie a La place du fantôme.

## Discografia

### Album in studio
- 1997 – La Grande Sophie s'agrandit
- 2001 - Le Porte-bonheur
- 2003 - Et si c'était moi
- 2005 – La suite...
- 2009 – Des vagues et des ruisseaux
- 2012 – La place du fantôme
- 2015 – Nos histoires
- 2019 – Cet instant

### Singoli
- 2013 – Ne m'oublie pas
- 2016 – Les portes claquent